# Hermann Grassl

Hermann Grassl

Hermann Grassl, auch Graßl, (* 14. Juni 1896 in Schönburg; † 1969) war ein deutscher Politiker (NSDAP) und SA-Führer.

## Leben und Wirken
Nach dem Schulbesuch und der Ausbildung zum Volksschullehrer nahm Hermann Grassl von Oktober 1916 bis Ende 1918 am Ersten Weltkrieg teil, in dem er mehrfach ausgezeichnet wurde. 1919 beteiligte er sich mit dem Freikorps Epp an der Niederschlagung der Münchner Räterepublik. Anschließend arbeitete er als Lehrer in Achslach und Rottenburg.
Zum 8. August 1925 trat er der NSDAP bei (Mitgliedsnummer 14.643). Vom 24. April 1932 bis zum 14. Oktober 1933 war Grassl Abgeordneter für die NSDAP im bayerischen Landtag. Im Mai 1933 wurde er Erster Bürgermeister von Rottenburg. Von August 1934 bis Oktober 1936 war er stellvertretender Reichskommissar für die Orts- und Landeskrankenkassen in Bayern, zudem war er Regierungsdirektor bei den Landesversicherungsanstalten in Landshut und München. Am 1. Dezember 1937 erfolgte seine Berufung als Amtsdirektor in das Schuldezernat in München.
Von November 1933 bis zum Ende der NS-Herrschaft im Frühjahr 1945 saß Grassl auch als Abgeordneter für den Wahlkreis 25 (Niederbayern) im nationalsozialistischen Reichstag. In der SA erreichte er 1941 den Rang eines Standartenführers. Am 20. November 1941 wurde Grassl Stadtschuldirektor. Am 26. August 1943 wurde er zur Wehrmacht eingezogen. Vor September 1945 zog er nach Freising.
Bei der Bundestagswahl 1953 kandidierte er erfolglos für die FDP im Bundestagswahlkreis Straubing für den Deutschen Bundestag.